# عين إبراهيم (أم الفحم)

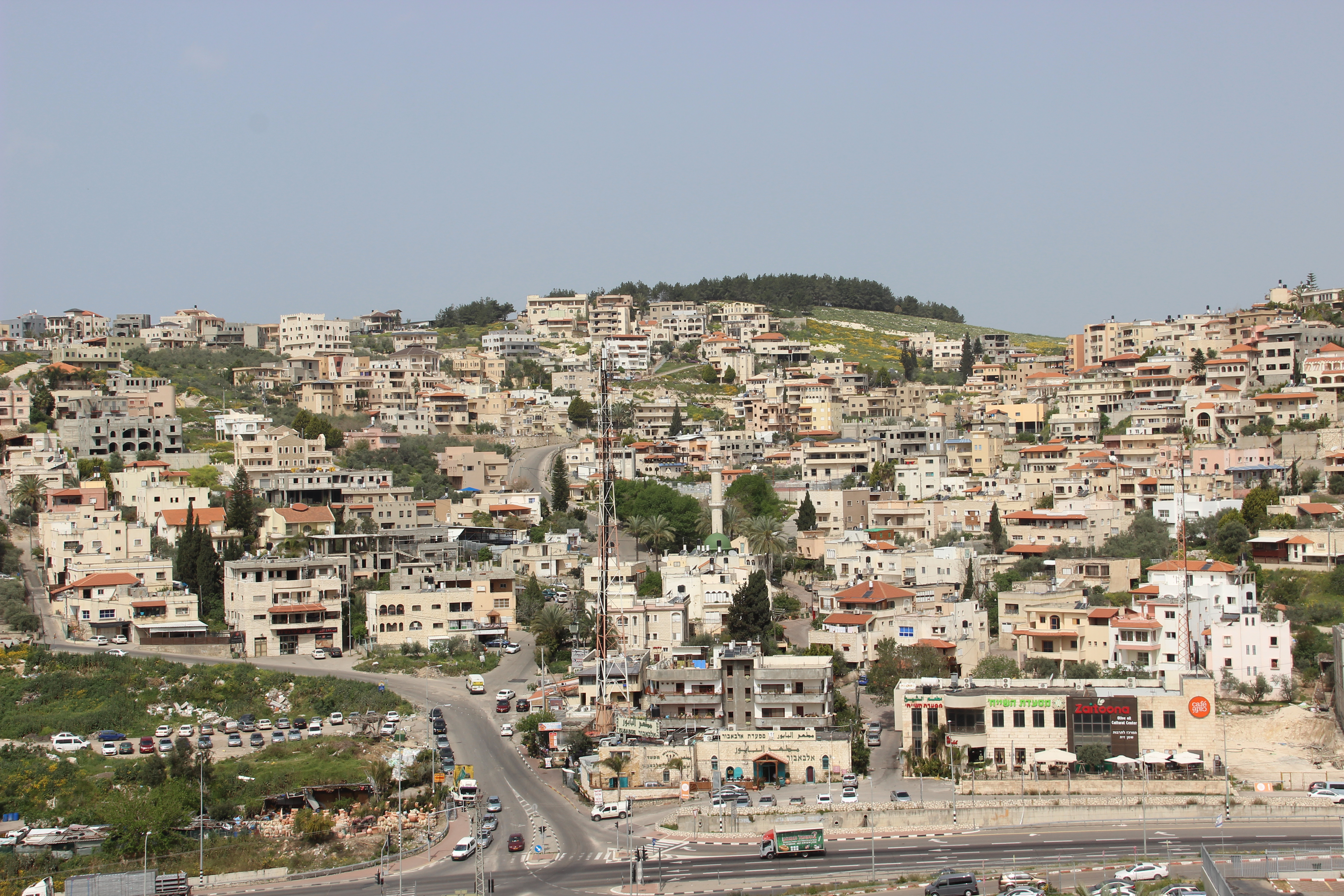
منظر لحي عين إبراهيم من جبل قحاوش في أم الفحم.

عين إبراهيم (أم الفحم) وهو أحد الأحياء التي تقع شمال مدينة أم الفحم، على السفوح الشرقية لجبال الروحة. يفصل بين حي عين إبراهيم ومدينة أم الفحم الشارع الرئيسي وادي عارة.

## التسمية
تعود التسمية إلى الزمن القديم عند مرور سيدنا ابراهيم من وادي عارة وتوقفه في المنطقة للاستراحة وشرب المياه فاطلق اسمه على عين المياه.

## معالم الحي

### العين
وهي عين مياه غزيرة جارية طيلة أيام السنة، تقع مقابل مسجد عين إبراهيم وعلى التفرع الرئيسي في الحي. تصب مياه النبع في وادي عارة وتستمر في مجراها حتى الوصول إلى البحر الأبيض المتوسط

### مسجد عين إبراهيم
وهو المسجد الذي يصلي فيه سكان الحي، يقع المسجد عند مدخل الحي، وعند التفرع الرئيسي فيه. ويعتبر من أكبر مساجد أم الفحم.

### الببور
وهي مطحنة حبوب تاريخية امتلكها حسن السعد تقع على تقاطع مجرى مياه عين إبراهيم ووادي عارة، اتخذتها السلطات التركية فترة الاستعمار العثماني لفلسطين كمخزن للتموين الغذائي خلال فترة الحرب العالمية الأولى، ويذكر أهل أم الفحم أنه بانتهاء الحرب العالمية الأولى وانسحاب الأتراك من المنطقة، نزل أهالي أم الفحم إلى الببور استولوا على جميع محتوياته.

## الاحتجاجات على الهوائيات
قام أهل الحي بمشاركة أهالي أم الفحم بالخروج في عدة مظاهرات واحتجاجات اعتراضًا على انتشار الهوائيات وقربها من المباني السكنية، الأمر الذي سبب الكثير من حالات الإصابة في السرطان والوفاة جرّاء ذلك. وقد تم تشكيل لجنة حي عين إبراهيم لتمثيل الأهالي أمام البلدية والسلطات.